# Carrè (Italia)
Carrè (Carè in veneto) è un comune italiano di 3 476 abitanti della provincia di Vicenza in Veneto.
Gli abitanti di Carrè sono detti "carradiensi".

## Geografia fisica
Il territorio è in parte pianeggiante e in parte collinare e si stende a ovest delle colline delle Bregonze, qui solcate dalle Valli dei Tavani, degli Spillare, dei Tassi e dei Vaccari. Qui nasce il torrente Igna.
Quasi tutto il territorio è coltivato, salvo alcune modeste aree boscose tra il colle Zavagnin (m. 293) e il Rua, popolati dalla robinia, dal salice e dal frassino, mentre il carpino insieme alla robinia sono presenti a nord-est del paese.
L'acquedotto comunale è gestito in consorzio con Caltrano: l'acqua viene fornita dalla sorgente del Piesan, posta in territorio di quel comune, sulla riva sinistra dell'Astico, e da un pozzo sito in zona industriale.

## Origini del nome
L’etimologia tradizionale fa derivare il toponimo Caradium (Carade o Caradis come era chiamato il paese in passato) dal latino carrus (riferendolo a una stazione di carri, di cambio di carri).
Un'altra interpretazione richiama il celtico car, che significa pietra, sasso con riferimento all'aspetto ciottoloso del territorio di Carrè, prima che venisse bonificato dall'opera millenaria dei suoi abitanti: ne darebbero prova i sassi delle masiere costruite ai margini delle strade e utilizzati come massicciata quando le strade vennero asfaltate.
Una terza interpretazione fa derivare il nome da quadrata, appezzamenti di forma quadrangolare.

## Storia

### Epoca antica e Medioevo
Le origini dell'abitato sono incerte. Il rinvenimento di tombe preromane, di bronzi, di ceramiche e di alcuni mosaici di epoca romana fa pensare a origini molto antiche.
Carrade (Carrè) risulta in un elenco di località oggetto di controversia (pergamena, placito del 12 novembre 1046 Borgo San Donnino Parma, alla presenza di Anselmo, messo di re Enrico III) ove il vescovo di Parma (Onorio II antipapa) rivendicava dei beni nel comitato Vicentino oggetto di investiture precedenti a favore di Ambrogio del fu Rodolfo Da Vivaro. (Preistoria di Onorio II antipapa di Andrea Castagnetti 2014, interpretazione Fabris Ignazio). Placiti III/1, n. 369, 1046 novembre 12, Borgo San Donnino
Il territorio di Carrè, fin dai primi decenni del XII secolo, fu feudo della famiglia Capra (o Capella), spesso in lotta con i vicini signori di Piovene e di Thiene per il controllo della zona. I Capra mantennero questo feudo, salvo poche parentesi (sotto Ezzelino III dal 1236 al 1259 e sotto gli Scaligeri dal 1344 al 1363) fino ai tempi della Serenissima.
Alcuni documenti ecclesiastici del 1030-38 attestano l'esistenza di un castello situato sulla collina sovrastante il paese, castello che nel 1165 venne distrutto e successivamente ricostruito; nel 1348 venne gravemente danneggiato da un violento terremoto, ma subito ricostruito.
Carrè fu comune rurale fin dalla II metà del secolo XIII e, dopo la caduta degli Ezzelini, ebbe un proprio statuto, proclamato il 25 gennaio 1272 da Uberto, figlio di Caprello da Carrè, indubbiamente uno della nobile famiglia dei Capra. L'interessante documento fissava i termini del rapporto con il feudatario e dava precise norme sulla vita agricola locale.
Lo statuto citava espressamente il castello che sorgeva sul colle elevantesi a nord-est in prossimità del centro: era certamente antico e, fatto assai raro per l'epoca, gentilizio, di proprietà cioè dei Capra. Di esso, tuttavia, si sa ben poco ed è soprattutto ignota l'epoca della sua costruzione: escluso in questo caso l'incastellamento di una chiesa, essa potrebbe risalire agli inizi del secolo XI ed essere perciò attribuibile ad uno di quei capitani imperiali che erano scesi in Italia con Corrado II nel 1026 e vi si erano poi fermati perché infeudati di ricchi beni.
Il castello rimase gentilizio anche successivamente; il comune non vi ebbe mai giurisdizione e lo conferma il fatto che nel secolo XVI le vicinie si radunarono in luoghi diversi.
Non è noto quando e perché il castello di Carrè sia andato in rovina, ma è certo che ciò accadde piuttosto tardi, presumibilmente nel secolo XVII; esso passò indenne il periodo delle ritorsioni padovane successive al passaggio di Vicenza in mano degli Scaligeri, nel secondo decennio del Trecento, e fu risparmiato anche dalle distruzioni messe in opera da Bartolomeo d'Alviano durante la guerra della Lega di Cambrai nel 1514. Alla fine del Cinquecento Filippo Pigafetta annotava che «l'Astico… bagna le radici de' monti… et prima di Carrè nella cima del quale s'alza il castello degli Conti Capra (cognominati etiandio Carradii per quella giurisditione)…». Visitando il luogo nei primi anni dell'Ottocento, il Maccà affermava che "ivi adunque esistono alcuni avanzi delle sue mura, e sono di pietre del monte di Carrè. Osservai un pezzo lungo di esse mura, il quale è grosso piedi sei, e onice cinque".
Nel 1337, durante la dominazione scaligera, il territorio di Carrè fu sottoposto, sotto l'aspetto amministrativo, al Vicariato civile di Thiene e tale rimase sino alla fine del XVIII secolo.

### Età moderna
Come tutto il territorio vicentino, nel 1404 anche la comunità rurale di Carré passò sotto il dominio della Repubblica di Venezia. Nel 1413 una masnada di ungari, presentatasi a Carrè, ne chiese la resa; per trarre in inganno i difensori, agitavano i gonfaloni dei Carraresi e degli Scaligeri. Ma i difensori del castello tennero fede ai patti con Venezia, anche a costo di farsi trucidare; la Serenissima premiò la fedeltà di Carrè levando il dazio sul sale. In seguito, per ordine di Venezia, anche il castello di Carrè, come molti altri, fu smantellato.
Nel 1623 Carrè concluse con Chiuppano una lunga lite a causa di un feudo di 180 campi posto in località Careluci, a suo tempo dato dai Capra al comune di Chiuppano; in quell'occasione i due paesi definirono gli attuali confini.

### Età contemporanea
Nel 1814, durante il Regno d'Italia napoleonico, fu costituito il Comune di Carrè, insieme con Chiuppano, separando così i due abitati da Piovene, cui erano stati aggregati pochi anni prima. Nel 1911 dopo una dura lotta — i consiglieri di Chiuppano non frequentavano i consigli — Chiuppano diventerà autonomo.
Durante la prima guerra mondiale il paese venne a trovarsi a ridosso del fronte; dopo l'invasione della Valdastico del 1916 fu più volte sottoposto a bombardamento e la popolazione dovette andarsene come profuga; sulle colline delle Bregonze vennero posti reticolati e scavate trincee per la difesa ad oltranza. I caduti furono numerosi.
Anche durante il secondo conflitto mondiale si ebbero numerose vittime; oltre ai soldati caduti in terre lontane, alcuni giovanissimi partigiani persero la vita alla vigilia della liberazione: cinque fucilati dalla Xª MAS a Carrè l'8 aprile e due dai tedeschi il 27 aprile 1945 ad Arsiero; altri due combattendo.
Seguì un difficile dopoguerra con i cantieri di lavoro, la sottoccupazione, i licenziamenti, le umiliazioni subite da chi deteneva il potere. Fu proprio questa constatazione a spingere gli amministratori a promuovere nel territorio di Carrè l'installazione di quelle fabbriche, prima la Sespi, che portarono all'autosufficienza dei posti di lavoro e alla rinascita del paese.

### Simboli
Lo stemma e il gonfalone sono stati concessi con decreto del presidente della Repubblica del 6 giugno 1958.
Il gonfalone è costituito da un drappo di azzurro.

## Monumenti e luoghi d'interesse

### Architetture religiose
- Chiesa del cimitero (antica chiesa parrocchiale di Santa Maria Assunta)

Ricordata in un documento del 1030, era una delle più antiche pievi vicentine dedicate alla Vergine; è menzionata nello statuto di Carrè del 1272 e nelle "Rationes decimarum" del 1297, che le assegnavano la cappella di San Lorenzo in Campagna. Sorgeva alle falde della collina detta “il Castelletto”, a sud-est del paese, dove ora si trova il cimitero, in posizione piuttosto scomoda rispetto al centro abitato, un agglomerato di povere casupole di contadini strette attorno alla residenza del signore. Per questo, dopo la costruzione della cappella di Santa Lucia da parte dei Capra nel 1376, alla chiesa parrocchiale si saliva poche volte, per battezzare i figli, per seppellire i morti e per udir la messa nelle feste della bella stagione.
Aveva il tetto a capriata, il pavimento parte in mattoni e parte in terra battuta, l'affiancato campanile con pigna in cotto. Era lunga 11 m, larga e alta 7: pur essendo piuttosto angusta aveva cinque modesti altari che solo nel corso del '600 furono sostituiti da altri di marmo in stile barocco. Tutt'attorno vi era il camposanto infestato dalle erbe, trascurato e senza recinto, tanto che nelle ripetute visite i vescovi si lagnavano di questa mancanza.
Ciò che ne resta, l'attuale chiesetta, è una parte del vecchio coro ed è stata rimpicciolita rispetto alle dimensioni originarie. L’interno è ben tenuto; l’altare in legno proviene dalla vecchia chiesa di San Lorenzo — non più esistente — e presenta un grande dipinto su tavola, raffigurante in basso sulla destra san Lorenzo, san Bernardino da Siena con la scritta Et verbum caro factum est, al centro la Madonna col Bambino e ai lati san Giuseppe e santa Lucia.
- Chiesa di Santa Lucia

Posta accanto all'attuale canonica, venne fabbricata nel 1376, secondo l’iscrizione scolpita sulla facciata, da Giovanni q. Bartolomeo appartenente alla famiglia dei conti Capra. Data la lontananza della parrocchiale questa chiesuola fu per secoli il centro della vita religiosa e civile del paese, costantemente visitata dai vescovi di Padova. Attualmente è utilizzata per mostre di pittura e iniziative sociali e culturali.
È di dimensioni modeste, a una sola navata ricoperta a capriate. Degni di nota all'esterno il trittico della Madonna fra due santi e la meridiana del 1662. All'interno un bell'altare in legno ed un quadro attribuito a Giulio Carpioni; interessanti affreschi decorano le estremità delle pareti della chiesa. In particolare un trittico abbastanza ben conservato rappresenta la Madonna delle Grazie, circondata da due Santi.
- Chiesa della Fratta

Costruita nel 1492, come testimonia una lapide posta sopra la porta maggiore, e dedicata alla Madonna della Neve, è situata sulle colline delle Bregonze in località “Fratta” e per questo viene chiamata “Madonna della Fratta”, per la quale si ha a Carrè una viva devozione. Una volta di proprietà della famiglia Piovene, successivamente passò al generale Gaetano Fiorasi.
All'interno si conserva ancora l'originale altare in legno e in muratura di stile classico; nel basamento sono scolpiti eleganti cartigli a imitazione di fogli di pergamena sui quali è incisa la data 1490 e la firma “Opus Hieronimi Vice”; interessante è il paliotto impreziosito da un intarsio in cuoio. Vi è anche una statua in marmo della Madonna, scolpita nel 1490 dal vicentino Girolamo Dal Toso, di squisita fattura; sull’altare maggiore si trova un ampio affresco raffigurante la Madonna col Bambino.
- L'eremo Camaldolese di Rua nelle Bregonze

Sorse nel 1602 ai confini fra il comune di Centrale e quello di Carrè, per iniziativa di alcuni "gentiluomini divoti" e così chiamato perché nei primi anni della sua fondazione dipese dal convento padovano della Rua; venne soppresso agli inizi dell'Ottocento con decreto napoleonico. Al tempo della sua piena attività accolse alcune decine di monaci che vivevano in clausura; le donne vi potevano accedere solo tre volte l'anno. Fu per due secoli oggetto di grande devozione e richiamo, tanto che alcuni parroci di Centrale e di Zugliano ottennero di essere sepolti nella chiesa.
Alla chiusura del monastero ne seguì rapidamente la rovina: di esso, in piccola parte trasformato in casa colonica dove vivono alcune famiglie, rimane intatto il pozzo e qualche tratto di soffitto e di muro. Scomparsa è anche la chiesa dedicata a san Giovanni Battista, che accoglieva diverse opere d'intaglio del bassanese Francesco Marinali senior, una Flagellazione del Tiziano e due tele del Maganza: prezioso e ricco era anche il reliquiario, oggi custodito presso la parrocchiale di Centrale. Di notevole valore era la biblioteca dell'eremo, che custodiva, fra i numerosi libri di carattere religioso, anche "I quattro libri dell'architettura" del Palladio.
- Chiesa parrocchiale di Santa Maria Assunta

Fu costruita tra il 1874 e il 1878, su progetto dell’architetto Gio.Batta Dalla Vecchia di Vicenza; i lavori in marmo sono di Francesco Cavallini e figli di Pove, l’organo dei fratelli Zordan di Caltrano, le campane della ditta De Poli di Vittorio Veneto, le pitture di Domenico Capuzzo e fratelli di Legnago, allievi del pittore don Demetrio Alpago. Gran parte del lavoro per realizzarla fu gratuito.
La facciata è in stile rinascimentale, armoniosa e caratterizzata da due celle campanarie che architettonicamente le danno movimento. Nei piloni laterali inferiori vi sono due statue in marmo: San Lorenzo e Santa Lucia; nella lunetta in mosaico sovrastante la porta è rappresentata Maria Assunta.
L’interno è ad una sola navata con soffitto a volta depressa e cinque altari; i due più vicini a quello maggiore appartenevano alla primitiva parrocchiale demolita; importante quello "del Redentore" (secolo XV) ottenuto da un unico blocco di pietra; sull'altare al lato destro, un tabernacolo del 1480 realizzato da Nicolò da Cornedo rappresenta Cristo in pietà tra la Vergine e san Giovanni evangelista.

### Architetture civili
- Castello di Carrè

L'edificio attuale è stato costruito sul rudere dell'antico castello, edificato probabilmente intorno al 1100-1200 e appartenuto alla famiglia Capra per alcuni secoli. Fu distrutto dopo il Cinquecento (viene ancora menzionato da Filippo Pigafetta); col passare degli anni la proprietà della famiglia si sfaldò sempre più passando in parte agli eredi e in parte ad enti o a privati.
- Villa Capra Filippi

Dopo il passaggio del vicentino sotto la Serenissima, la famiglia Capra abbandonò il castello e trasferì la propria residenza in pianura. La dimora nobiliare venne costruita tra il 1444 e il 1446, come attestano i "millesimi" scolpiti sulla targa affissa in alto vicino al portone, nel portico del corpo padronale. A partire dalla metà del secolo XVI la villa assunse particolare importanza, in quanto le proprietà in Carrè dei conti Capra vennero elevate a contea nel 1552 e nel 1648 il conte Odorico Capra ottenne il titolo di marchese dall'Imperatore Ferdinando III. Intorno al 1860 la villa venne acquisita dalla famiglia Filippi.
Lo schema della villa è quello di corte chiusa. Rivolta a sud vi è la facciata padronale con adiacente barchessa, fiancheggiata da un vano per la scala a chiocciola, soluzione tipica del '400; staccata è la torre colombara, unita alla residenza da una mura di recinzione che crea due ampi spazi cintati: il cortile antistante la villa e il brolo. Sul retro, distaccati, vi sono ancora numerosi annessi rustici — una fontana ricavata da un'antica tomba romana — che nel corso del tempo hanno subito profonde manomissioni.
La villa invece è ancora ben leggibile nella sua fisionomia originaria. La facciata del corpo padronale, in stile gotico, presenta al pianterreno una scansione ritmica di cinque grandi arcate a sesto acuto che poggiano su capitelli dorici.
- Corte dei Galli

Villa di fine XVII secolo, è appartenuta nell'Ottocento ad un’antica famiglia di Thiene, la famiglia Miola, che l'ha sempre utilizzata come casa di campagna. Nel 1988 il rustico, ormai abbandonato e in stato di degrado, dopo un’attenta ristrutturazione nel rispetto degli originali aspetti architettonici, è stato trasformato in casa di abitazione e di alloggio.

### Altri luoghi d'interesse
- Fontana in piazza degli Alpini

Opera risalente all'Ottocento, qui riposizionata nel 1975.
- Archi

Strutture che rispecchiano la tipologia di case contadine di un tempo, alcune delle quali si affacciano lungo le vie del centro storico, dando accesso ad ampie corti.
Particolarmente interessante quello ottocentesco di via Santa Lucia, sul quale è posta una nicchia con un dipinto raffigurante Sant'Antonio che regge un bambino. Oltre l’arco vi è un ampio cortile dove si affacciano alcune abitazioni; In passato il cortile era denominato “Corte Iorati” per gli animali allevati dagli abitanti delle case circostanti.
- Colline delle Bregonze

Una strada panoramica, partendo dal centro del paese, sale fino alla località Castello e al Santuario della Madonna della Fratta, per poi proseguire fino a Ca' Vecchia. Da qui si può raggiungere contrada Marola o scendere verso Chiuppano oppure, dalla parte opposta, verso Zugliano e Centrale. Degni di nota nel tratto Carrè-Santuario della Fratta i quindici capitelli dei Misteri del Rosario, opera del maestro Otello Sartori.

## Società

### Evoluzione demografica
Abitanti censiti

## Cultura

### Istruzione
A Carrè vi sono una scuola dell'infanzia (privata paritaria), una scuola primaria e una secondaria di primo grado statali.
Nel capoluogo vi è la Biblioteca civica, che fa parte della rete di biblioteche vicentine "Biblioinrete", insieme alla maggior parte della biblioteche appartenenti alla Rete Bibliotecaria Vicentina.

## Geografia antropica
Oltre al capoluogo. le principali località sono: Albanigo, Tavani, Rua, Campogrosso, Ronchi e le Zone Artigianali-Industriali Val d'Assa, San Lorenzo e Balestri. Numerose le case sparse e spesso situate in amena posizione sulle colline.

## Amministrazione
| Periodo        | Periodo        | Primo cittadino   | Partito                       | Carica  | Note |
| -------------- | -------------- | ----------------- | ----------------------------- | ------- | ---- |
| 25 maggio 2014 | 26 maggio 2019 | Davide Mattei     | lista civica "Immagina Carrè" | Sindaco |      |
| 27 maggio 2019 | in carica      | Valentina Maculan | lista civica "Impegno Comune" | Sindaco |      |

### Gemellaggi
- Compans, dal 2004

Nel 2012 il comune di Carrè ha aderito alla lista dei comuni gemellati con la fondazione "Città della Speranza".

### Variazioni
La circoscrizione territoriale ha subito le seguenti modifiche: nel 1911 distacco della frazione di Chiuppano eretta in comune autonomo con denominazione omonima (Censimento 2011: pop. res. 2626).